# Viviano Orfini
Viviano Orfini (Foligno, 23 agosto 1751 – Roma, 8 maggio 1823) è stato un cardinale italiano.

## Biografia
Nacque a Foligno il 23 agosto 1751.
Gli fu imposto il nome di Viviano per ricordare il più celebre dei giureconsulti della nobile famiglia Cirocchi, folignate, della quale, estinguendosi furono eredi gli Orfini. Il 18 marzo 1816 fu nominato Prefetto delle Strade, (suo segretario era Giovanni Morelli). il 10 maggio 1820 dalla Presidenza delle Acque fu trasferito a quella dell'Annona.
Papa Pio VII lo elevò al rango di cardinale nel concistoro del 10 marzo 1823, Giorni dopo si recò a Foligno dove festeggiò l'investitura nel suo Palazzo , presenti i parenti Conti degli Azzi Vitelleschi ed Andreozzi. Un solenne Te Deum fu officiato nella Chiesa del Gonfalone alla cui Confraternita l'Orfini era iscritto.
Morì l'8 maggio 1823 all'età di 71 anni, Fu tumulato in S. Angelo in Pescheria in attesa di un monumento che però non fu mai eseguito.